# Пандемія (фільм, 2007)
«Пандемія» (англ. Pandemic) — телевізійний фільм-трилер 2007 року.

## Сюжет
На борту літака, який курсував рейсом з Австралії до Лос-Анджелес, від загадкової хвороби, яка дуже схожа на звичайну застуду, помирає молода людина. Після його смерті, голова центру з контролю за вірусними інфекціями, доктор Кайла Мартін оголошує карантин для всіх пасажирів. Але штам невідомого вірусу, що несе смерть, поширюється з шаленою швидкістю, при цьому породжуючи паніку. По всьому світу починають пошук того, хто першим заразився на цю дивну хворобу.

## У ролях
| Актор                | Роль                    |
| -------------------- | ----------------------- |
| Тіффані-Амбер Тіссен | доктор Кайла Мартін     |
| Френч Стюарт         | доктор Карл Ратнер      |
| Фей Данавей          | губернатор Ліліан Шефер |
| Ерік Робертс         | мер Річард Делласандро  |
| Вінсент Спано        | Трой Вітлок             |
| Боб Гантон           | доктор Макс Соркоські   |
| Майкл Масси          | Едвард Вісенте          |
| Шешоні Холл          | Піт Семпсон             |
| Стівен Ремсі         | Гіббі Смолак            |
| Джо Чампа            | Арія Бьютефілдт         |
| Роберт Кертіс-Браун  | Джек Хендлер            |
| Дана Баррон          | Ліндсі Мастрата         |
| Рене Тейлор          | Кетрін Хадорн           |